# Іван Кардум
Іван Кардум (хорв. Ivan Kardum, нар. 18 липня 1987, Осієк) — хорватський футболіст, воротар литовського клубу «Судува».
Виступав, зокрема, за клуби «Осієк» та «Аустрія» (Відень), а також юнацьку збірну Хорватії.
Триразовий чемпіон Литви. Володар Кубка Литви. Дворазовий володар Суперкубка Литви.

## Клубна кар'єра
Народився 18 липня 1987 року в місті Осієк. Вихованець футбольної школи клубу «Осієк». Дорослу футбольну кар'єру розпочав 2006 року в основній команді того ж клубу, в якій провів один сезон. 
Згодом з 2007 по 2009 рік грав у складі команд «Вуковар '91» та «Графічар Водовод».
Своєю грою за останню команду знову привернув увагу представників тренерського штабу клубу «Осієк», до складу якого повернувся 2009 року. Цього разу відіграв за команду з Осієка наступні три сезони своєї ігрової кар'єри. Більшість часу, проведеного у складі «Осієка», був основним голкіпером команди.
У 2012 році уклав контракт з клубом «Аустрія» (Відень), у складі якого провів наступні два роки своєї кар'єри гравця. 
Протягом 2014—2016 років захищав кольори клубу «Славен Белупо».
До складу клубу «Судува» приєднався 2016 року. Станом на 13 листопада 2018 року відіграв за клуб з Маріямполя 126 матчів в національному чемпіонаті.

## Виступи за збірні
У 2004 році дебютував у складі юнацької збірної Хорватії (U-18), загалом на юнацькому рівні взяв участь в 11 іграх, пропустивши 2 голи.

## Титули і досягнення
- Чемпіон Литви (3):

«Судува»: 2017, 2018, 2019
- Володар Кубка Литви (1):

«Судува»: 2019
- Володар Суперкубка Литви (2):

«Судува»: 2018, 2019